# Amenthes Rupes
L'Amenthes Rupes è una struttura geologica della superficie di Marte.